# Leichtathletik-Weltmeisterschaften 2013/200 m der Frauen

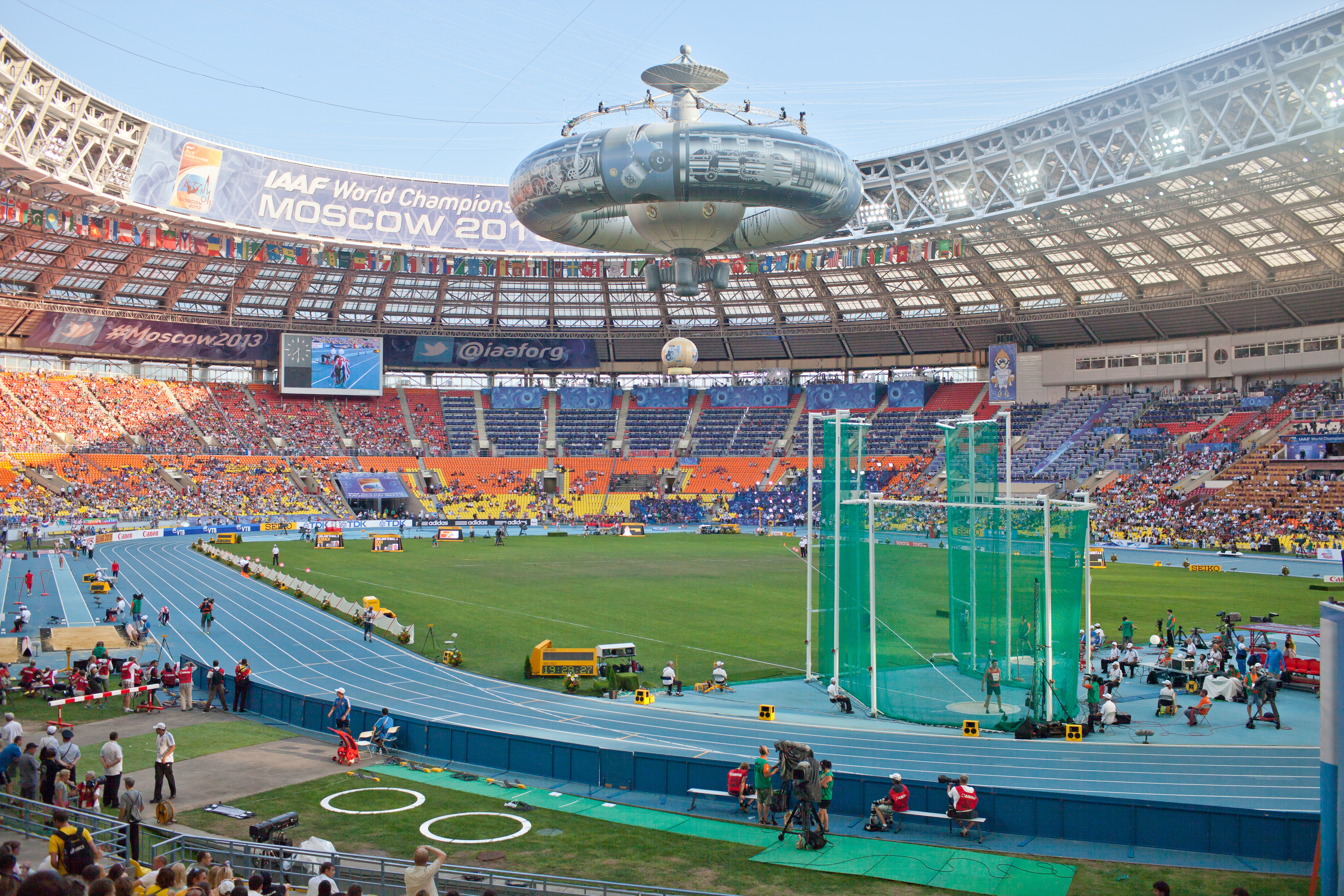
Das Olympiastadion Luschniki während der Weltmeisterschaften

Der 200-Meter-Lauf der Frauen bei den Leichtathletik-Weltmeisterschaften 2013 wurde am 15. und 16. August 2013 im Olympiastadion Luschniki der russischen Hauptstadt Moskau ausgetragen.
Auf den ersten beiden Plätzen gab es eine Wiederholung des Resultats vom 100-Meter-Lauf vier Tage zuvor.

Weltmeisterin wurde die Olympiazweite von 2012 Shelly-Ann Fraser-Pryce aus Jamaika. Noch erfolgreicher war sie in der Vergangenheit als zweifache Olympiasiegerin (2008/2012) und Weltmeisterin von 2009 über 100 Meter. Als Mitglied der 4-mal-100-Meter-Staffel ihres Landes war sie außerdem 2012 Olympiazweite, 2009 Weltmeisterin und 2007 sowie 2011 jeweils Vizeweltmeisterin geworden. Hier in Moskau gab es mit der jamaikanischen Sprintstaffel am vorletzten Tag noch einen dritten WM-Titel für sie.

Sie gewann vor Murielle Ahouré von der Elfenbeinküste.

Bronze ging an die Nigerianerin Blessing Okagbare, die über 100 Meter 2010 Afrikameisterin und 2012 Vizeafrikameisterin war. Mit der nigerianischen 4-mal-100-Meter-Staffel hatte sie 2010 Gold bei den Afrikameisterschaften gewonnen. Ihre größten Erfolge durfte sie in der Vergangenheit als Weitspringerin feiern. 2008 war sie Olympiazweite und 2010 sowie 2012 jeweils Afrikameisterin in dieser Disziplin. Hier in Moskau hatte sie fünf Tage vor dem 200-Meter-Finale Weitsprung-Silber errungen.

## Bestehende Rekorde
| Weltrekord | 21,34 s | Florence Griffith-Joyner | OS Seoul, Südkorea      | 29. September 1988 |
| WM-Rekord  | 21,74 s | Silke Gladisch           | WM 1987 in Rom, Italien | 3. September 1987  |

Der bereits seit 1987 bestehende WM-Rekord geriet auch bei diesen Weltmeisterschaften nie in Gefahr.

## Doping
In diesem Wettbewerb gab es zwei Dopingfälle:
- Die im Halbfinale ausgeschiedene Ukrainerin Jelysaweta Bryshina war eine der ersten positiv getesteten Sportler dieser Weltmeisterschaften. Sie hatte mit dem Steroid Drostanolon gedopt und wurde disqualifiziert. Auch Bryshinas Resultat mit der 4-mal-100-Meter-Staffel (im Vorlauf ausgeschieden) wurde annulliert. Außerdem gab es für sie eine Sperre bis Ende August 2015.[2]
- Die im Vorlauf ausgeschiedene Ýelena Rýabowa aus Turkmenistan gehörte zu den ersten sieben gleich nach Abschluss dieser Weltmeisterschaften ertappten Dopingsündern. Sie war mit einem Steroid gedopt und wurde disqualifiziert.[3]

Benachteiligt wurde eine Läuferin, der die Teilnahme am Halbfinale verwehrt wurde. Auf der Grundlage der erzielten Resultate war dies die Brasilianerin Franciela Krasucki, die sich als Dritte des vierten Vorlaufs eigentlich für das Halbfinale qualifiziert hatte.

## Vorrunde
Die Vorrunde wurde in sieben Läufen durchgeführt. Die ersten drei Athletinnen pro Lauf – hellblau unterlegt – sowie die darüber hinaus drei zeitschnellsten Läuferinnen – hellgrün unterlegt – qualifizierten sich für das Halbfinale.

### Vorlauf 1

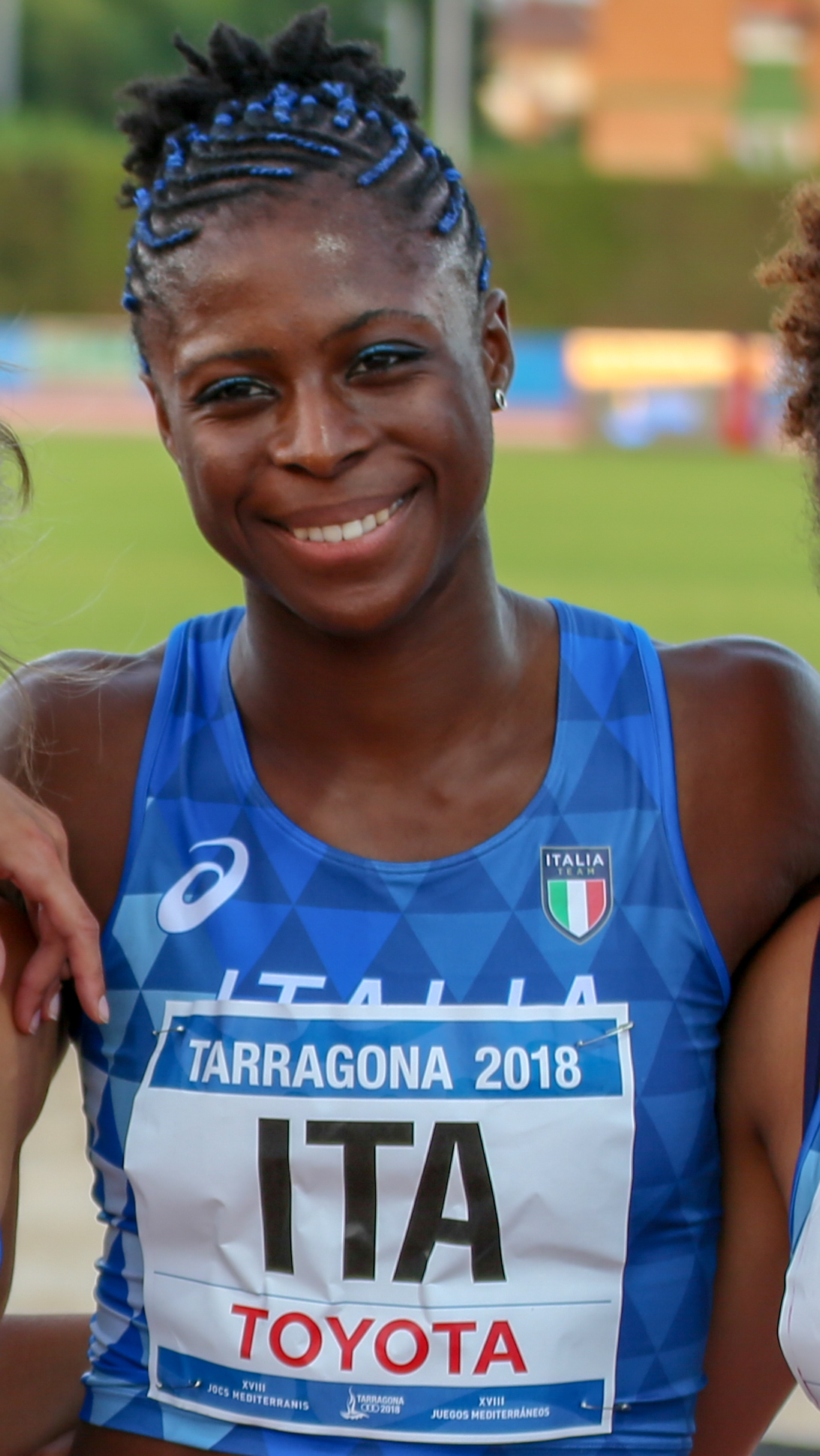
Gloria Hooper – ausgeschieden als Vierte in 23,10 s
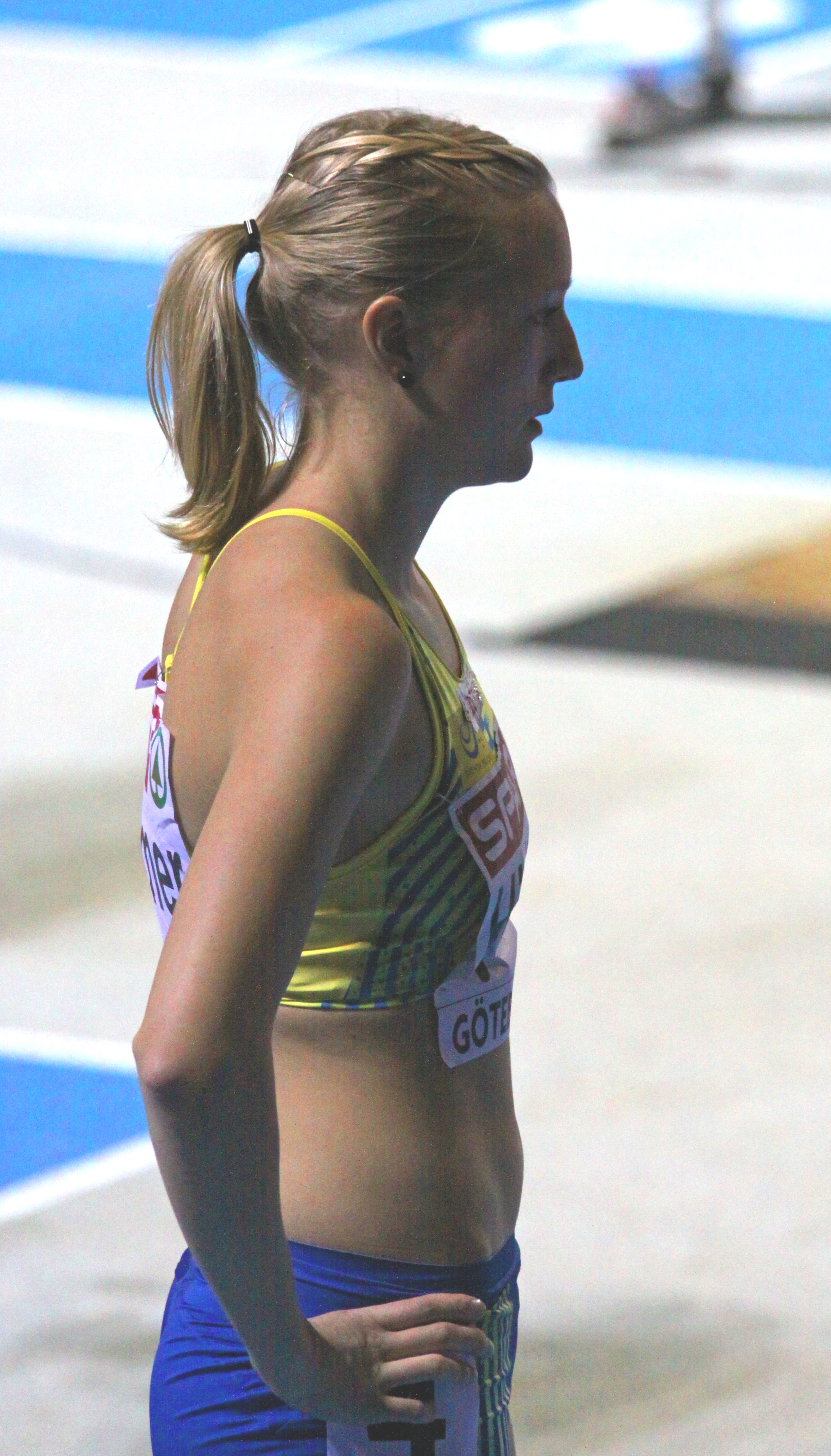
Moa Hjelmer – ausgeschieden als Sechste in 23,33 s
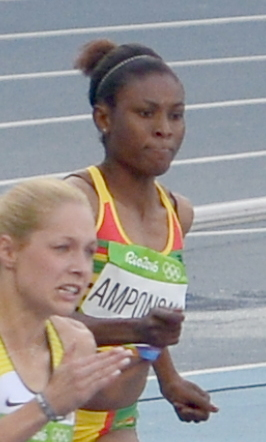
Janet Amponsah – ausgeschieden als Siebte in 24,07 s

15. August 2013, 10:55 Uhr
Wind: ±0,0 m/s
| Platz | Name                | Nation     | Zeit (s) |
| ----- | ------------------- | ---------- | -------- |
| 1     | Kimberlyn Duncan    | USA        | 22,84    |
| 2     | Johanna Danois      | Frankreich | 23,00    |
| 3     | Hanna-Maari Latvala | Finnland   | 23,07    |
| 4     | Gloria Hooper       | Italien    | 23,10    |
| 5     | Ana Cláudia Silva   | Brasilien  | 23,31    |
| 6     | Moa Hjelmer         | Schweden   | 23,33    |
| 7     | Janet Amponsah      | Ghana      | 24,07    |

### Vorlauf 2

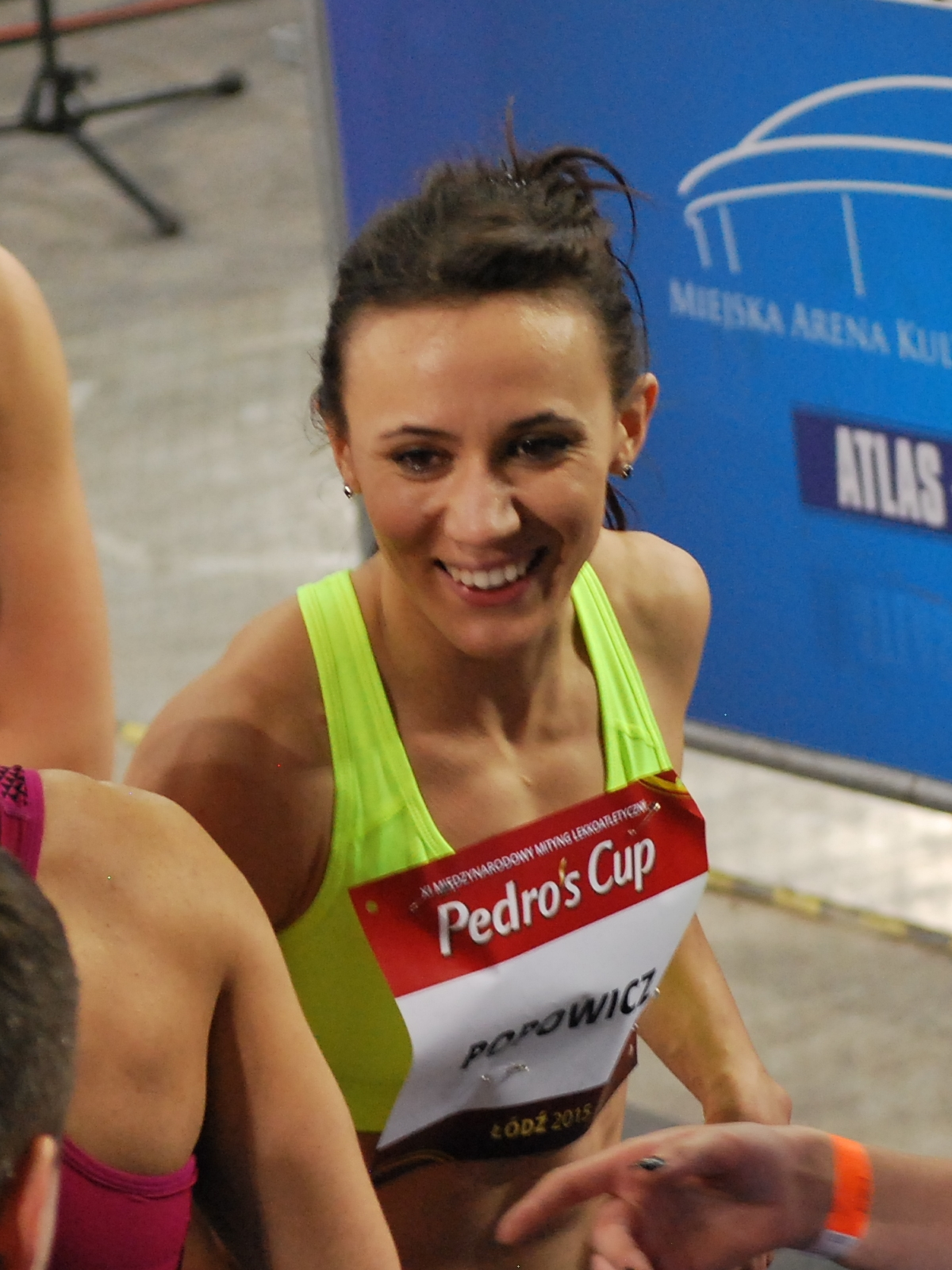
Marika Popowicz – ausgeschieden als Vierte in 23,22 s
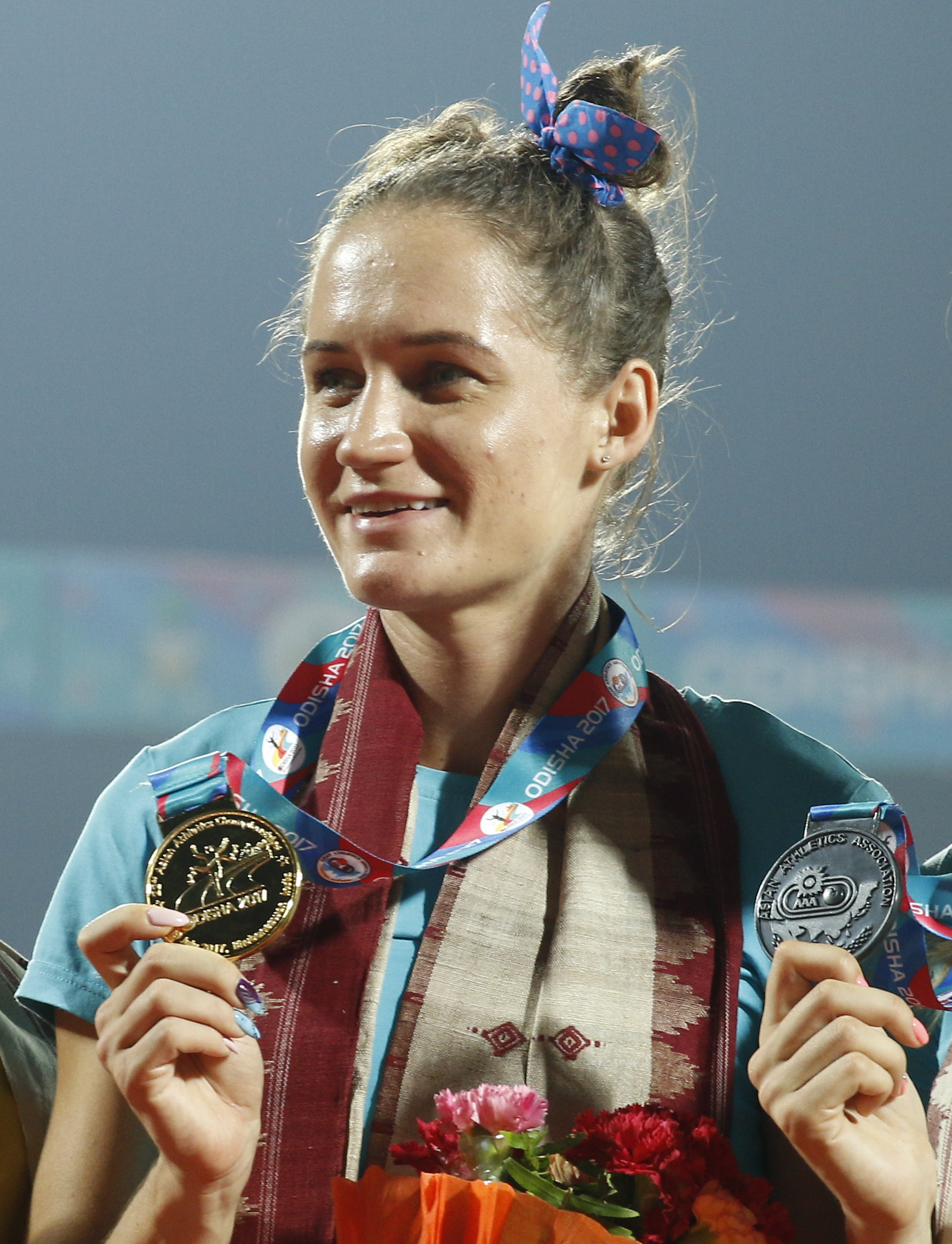
Wiktorija Sjabkina – ausgeschieden als Sechste in 23,47 s

15. August 2013, 11:02 Uhr
Wind: +0,1 m/s
| Platz | Name               | Nation                         | Zeit (s) |
| ----- | ------------------ | ------------------------------ | -------- |
| 1     | Blessing Okagbare  | Nigeria                        | 22,79    |
| 2     | ChaRonda Williams  | USA                            | 22,83    |
| 3     | Kimberly Hyacinthe | Kanada                         | 23,19    |
| 4     | Marika Popowicz    | Polen                          | 23,22    |
| 5     | Kineke Alexander   | St. Vincent und die Grenadinen | 23,42    |
| 6     | Wiktorija Sjabkina | Kasachstan                     | 23,47    |
| DNS   | Ángela Tenorio     | Ecuador                        |          |

### Vorlauf 3
15. August 2013, 11:09 Uhr
Wind: ±0,0 m/s
| Platz | Name              | Nation       | Zeit (s)                          |
| ----- | ----------------- | ------------ | --------------------------------- |
| 1     | Shaunae Miller    | Bahamas      | 22,72                             |
| 2     | Patricia Hall     | Jamaika      | 23,25                             |
| 3     | Maria Belimpasaki | Griechenland | 23,41                             |
| 4     | Andreea Ogrăzeanu | Rumänien     | 23,83                             |
| 5     | Isidora Jiménez   | Chile        | 24,06                             |
| 6     | Afa Ismail        | Malediven    | 26,16                             |
| DSQ   | Crystal Emmanuel  | Kanada       | IAAF Rule 163.3a – Bahnübertreten |
| DOP   | Ýelena Rýabowa    | Turkmenistan | 24,61                             |

Im dritten Vorlauf ausgeschiedene Sprinterinnen:

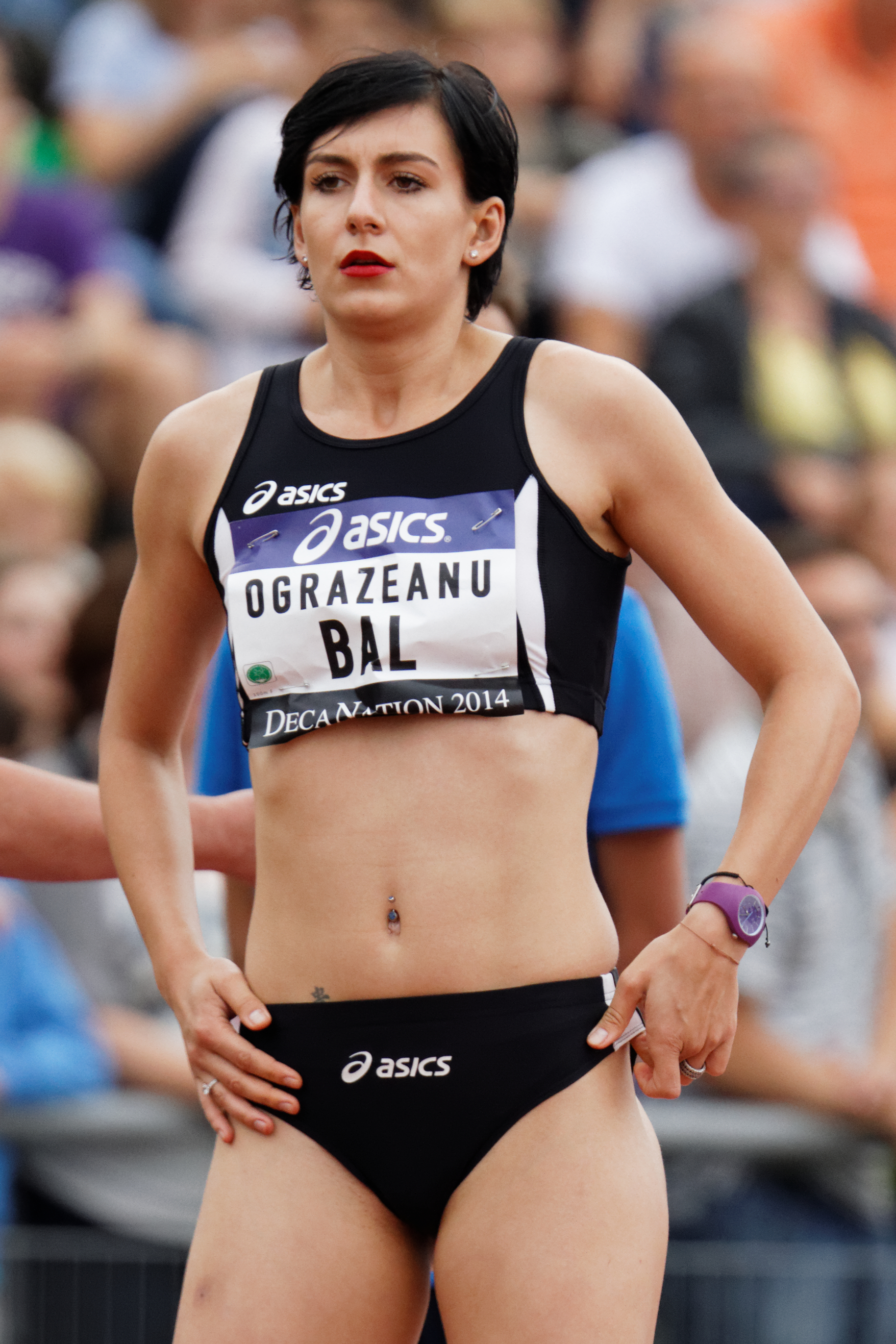
Andreea Ogrăzeanu Rang vier in 23,83 s
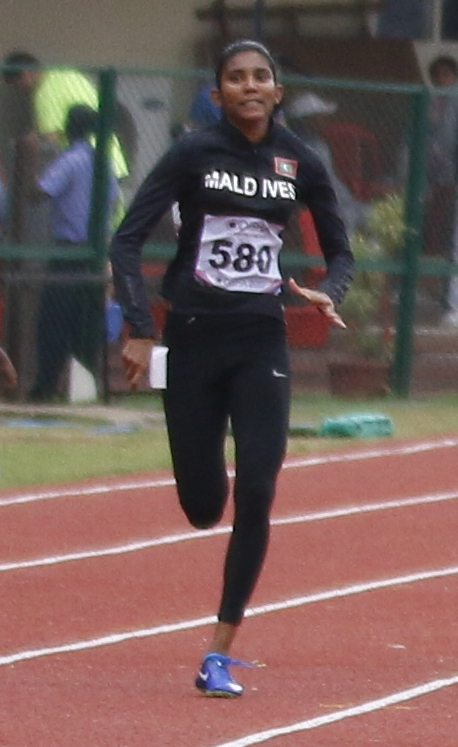
Afa Ismail Rang sechs in 26,16 s
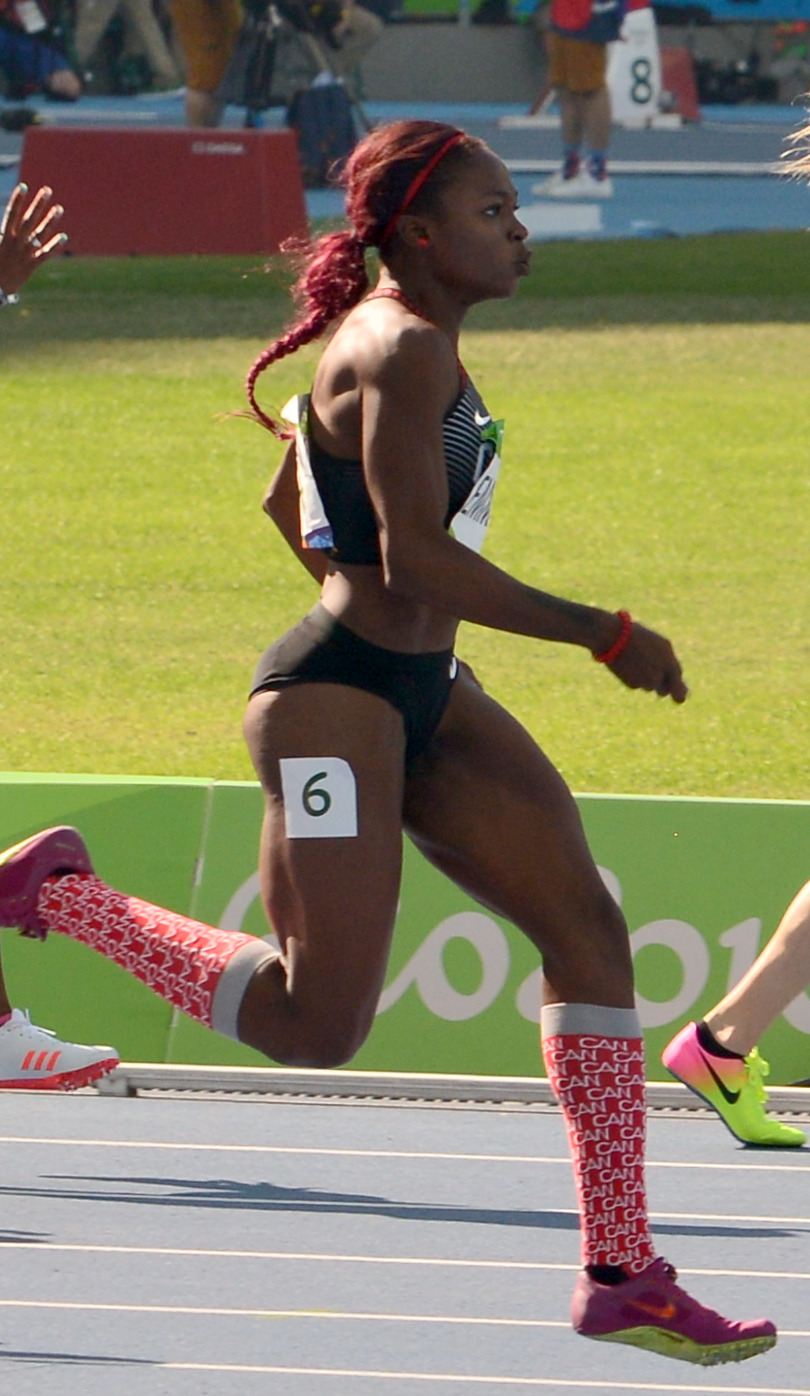
Crystal Emmanuel disqualifiziert wegen Übertretung der Bahnbegrenzung

### Vorlauf 4
15. August 2013, 11:16 Uhr
Wind: ±0,0 m/s
| Platz | Name                    | Nation              | Zeit (s)                                         |
| ----- | ----------------------- | ------------------- | ------------------------------------------------ |
| 1     | Shelly-Ann Fraser-Pryce | Jamaika             | 22,78                                            |
| 2     | Kai Selvon              | Trinidad und Tobago | 23,14                                            |
| 3     | Franciela Krasucki      | Brasilien           | 23,20 eigentlich für das Halbfinale qualifiziert |
| 4     | Justine Palframan       | Südafrika           | 23,64                                            |
| 5     | Chisato Fukushima       | Japan               | 23,85                                            |
| 6     | Melissa Breen           | Australien          | 23,95                                            |
| DOP   | Jelysaweta Bryshina     | Ukraine             | 22,84 für das Halbfinale zugelassen              |

Im vierten Vorlauf ausgeschiedene Sprinterinnen:

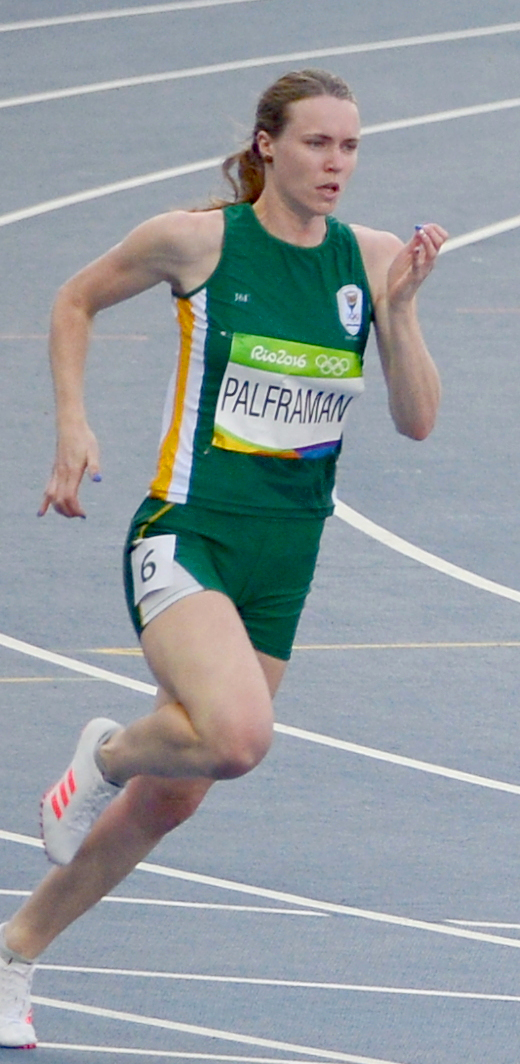
Justine Palframan Rang vier in 23,64 s
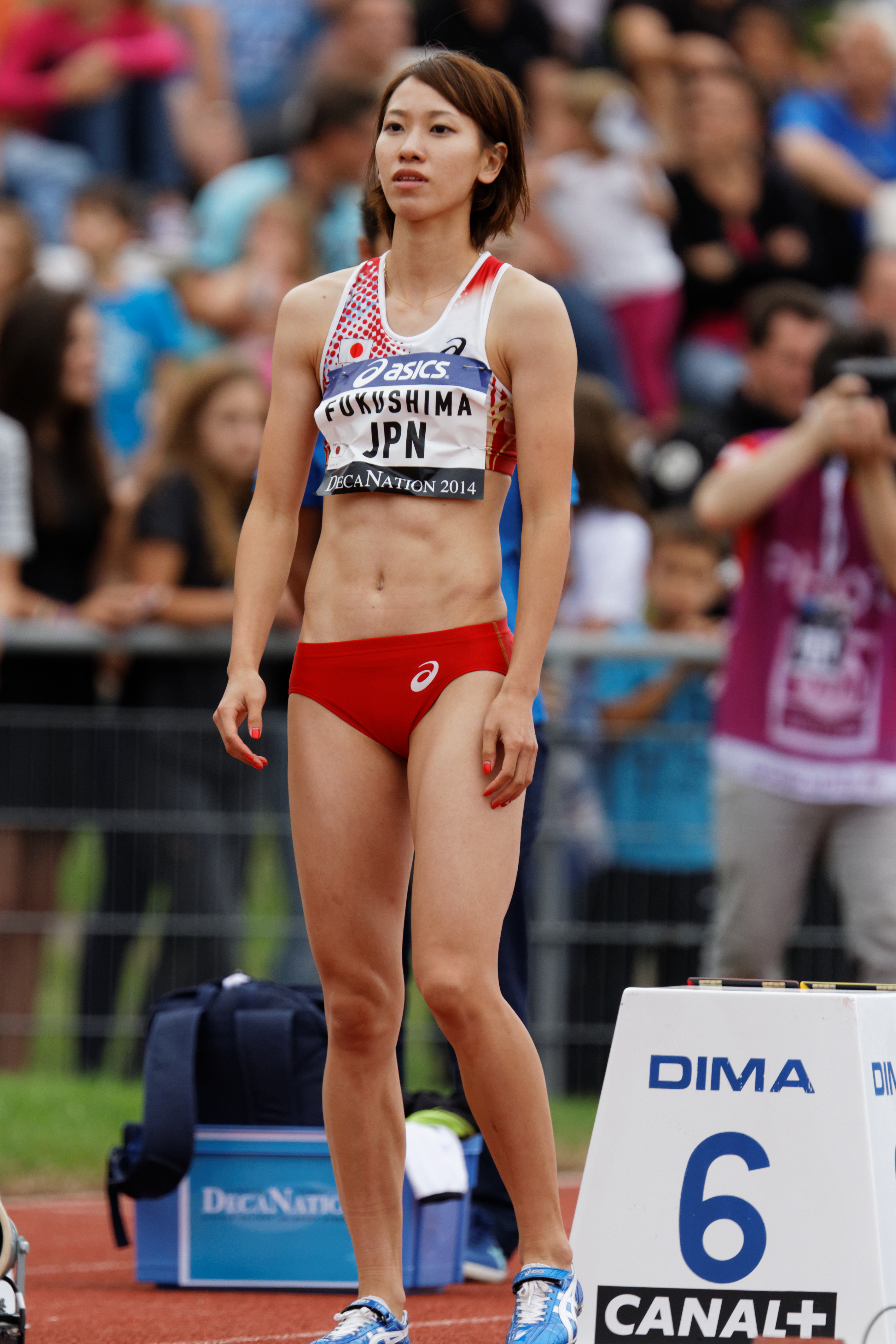
Chisato Fukushima Rang fünf in 23,85 s
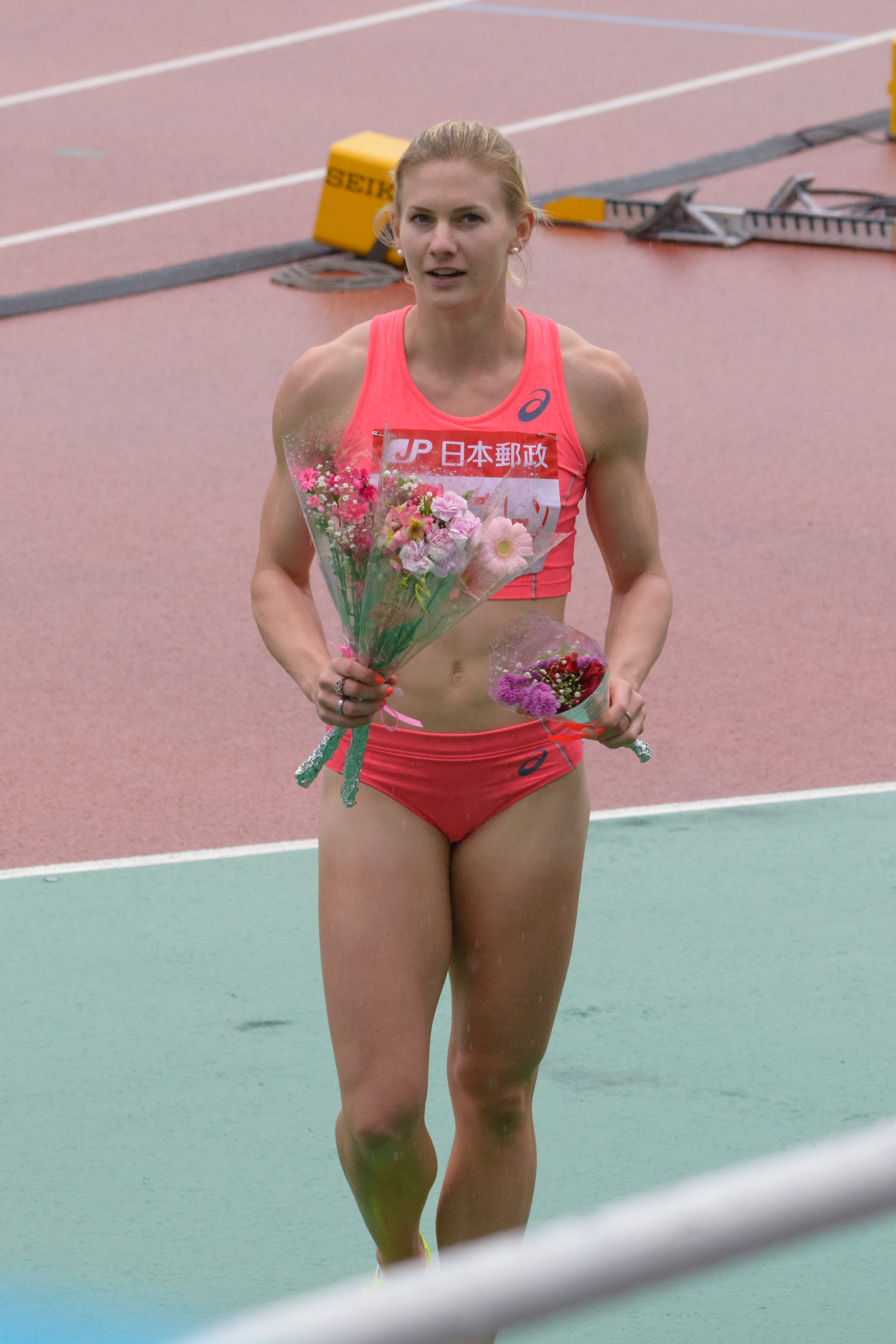
Melissa Breen Rang sechs in 23,95 s

### Vorlauf 5
15. August 2013, 11:23 Uhr
Wind: −0,1 m/s
| Platz | Name                | Nation          | Zeit (s) |
| ----- | ------------------- | --------------- | -------- |
| 1     | Marija Rjemjen      | Ukraine         | 22,63    |
| 2     | Anthonique Strachan | Bahamas         | 22,66    |
| 3     | Lénora Guion-Firmin | Frankreich      | 22,91    |
| 4     | Anyika Onuora       | Großbritannien  | 23,26    |
| 5     | Olga Bludowa        | Kasachstan      | 23,83    |
| 6     | Eleni Artymata      | Zypern          | 24,07    |
| 7     | Toea Wisil          | Papua-Neuguinea | 24,23    |

Im fünften Vorlauf ausgeschiedene Sprinterinnen:

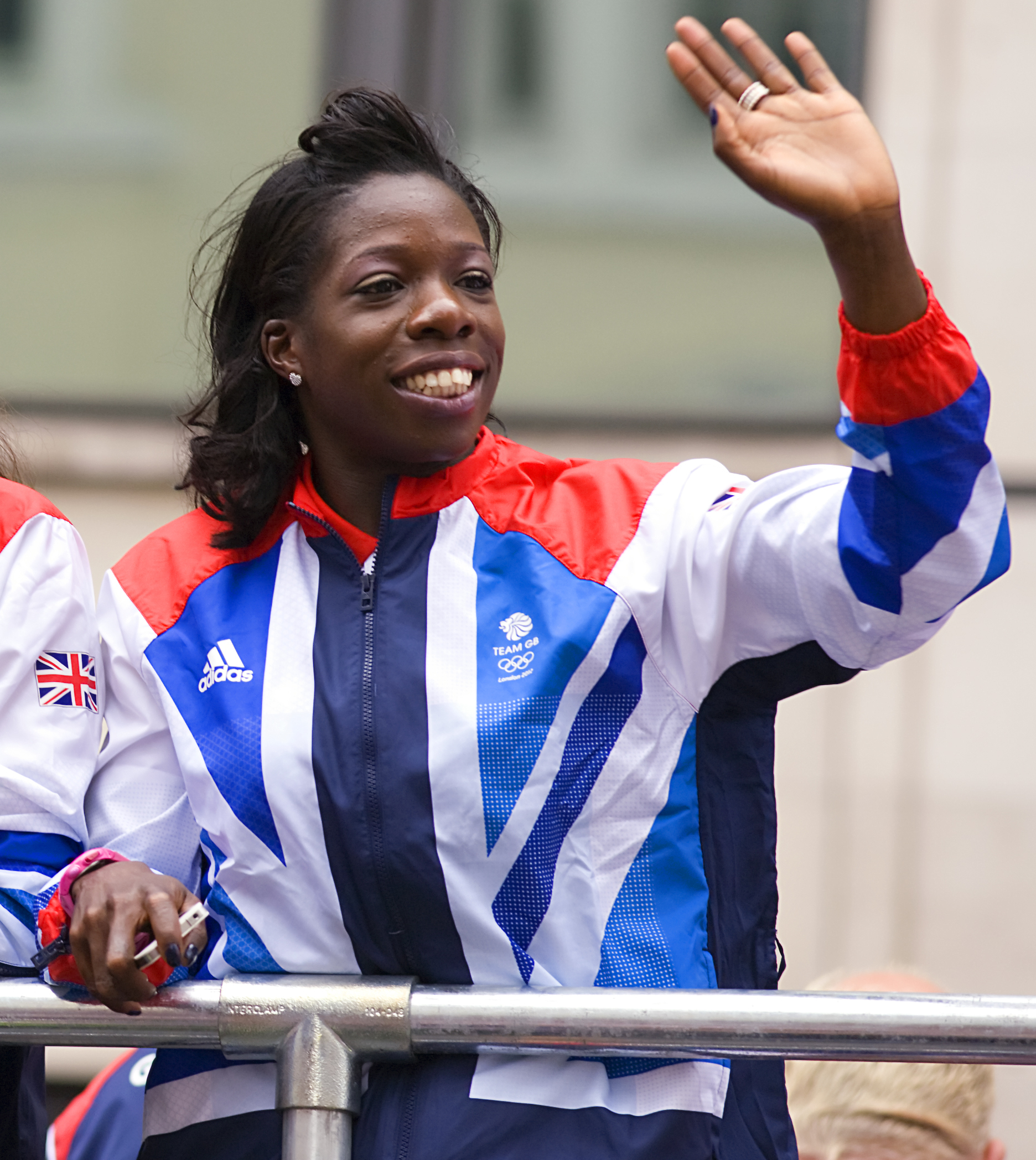
Anyika Onuora Rang vier in 23,26 s
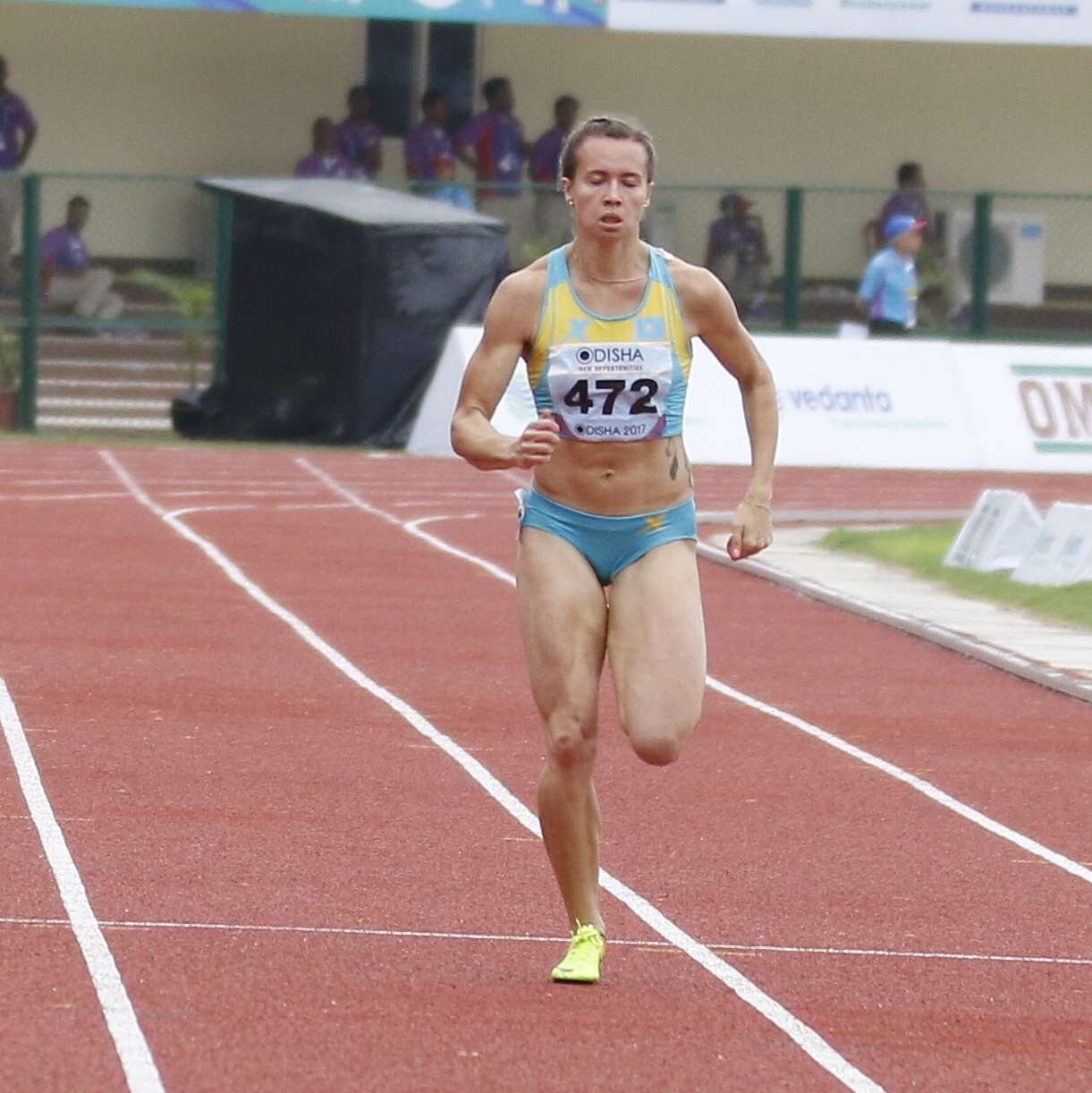
Olga Bludowa, spätere Olga Safronowa – Rang fünf in 23,83 s
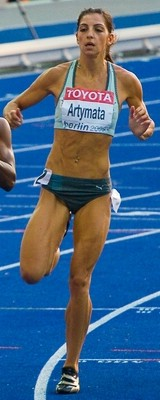
Eleni Artymata Rang sechs in 24,07 s
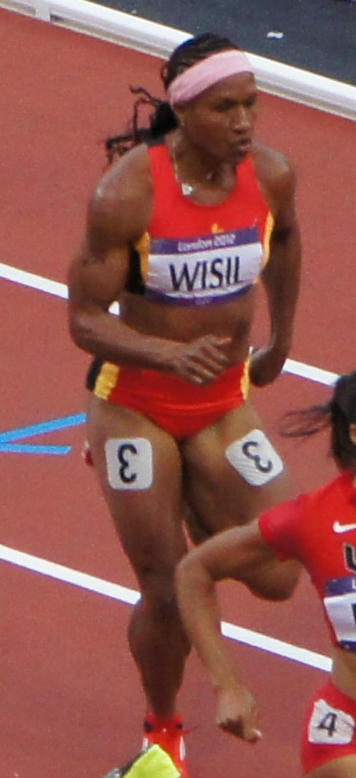
Toea Wisil Rang sieben in 24,23 s

### Vorlauf 6

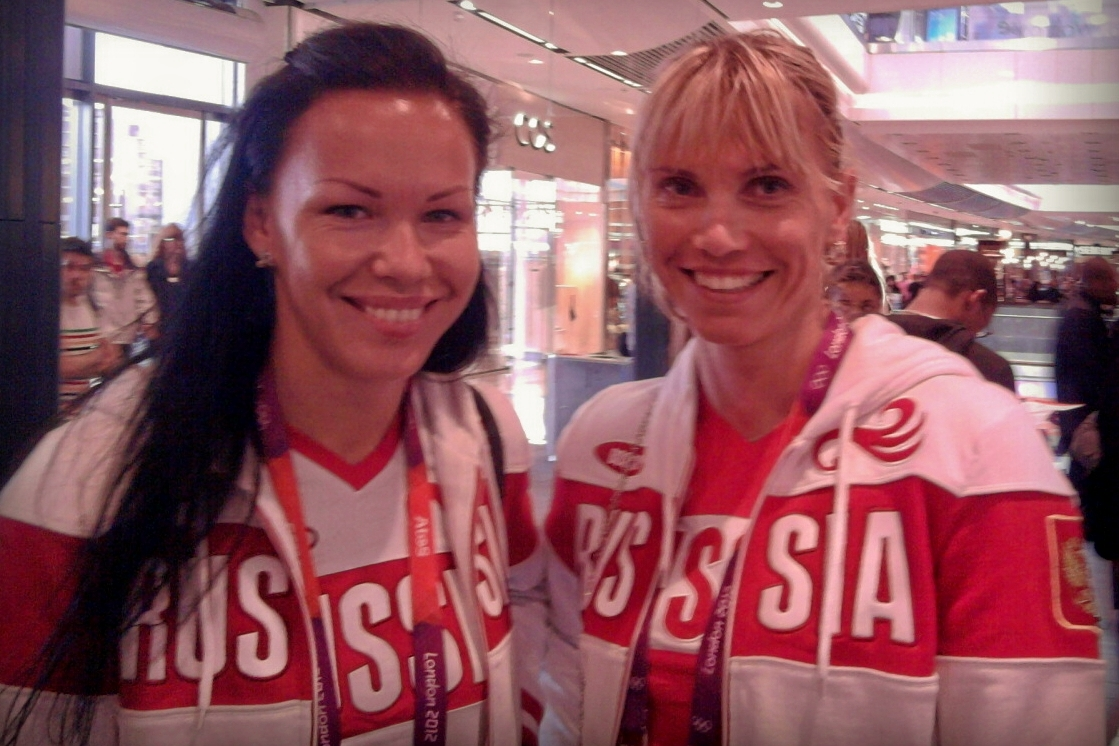
Jelisaweta Sawlinis (links) – ausgeschieden als Sechste in 23,27 s

15. August 2013, 11:30 Uhr
Wind: +0,3 m/s
| Platz | Name                | Nation         | Zeit (s) |
| ----- | ------------------- | -------------- | -------- |
| 1     | Allyson Felix       | USA            | 22,59    |
| 2     | Anneisha McLaughlin | Jamaika        | 22,76    |
| 3     | Myriam Soumaré      | Frankreich     | 22,83    |
| 4     | Jodie Williams      | Großbritannien | 23,00    |
| 5     | Nivea Smith         | Bahamas        | 23,25    |
| 6     | Jelisaweta Sawlinis | Russland       | 23,27    |
| 7     | Dana Abdulrazak     | Irak           | 24,57    |

### Vorlauf 7

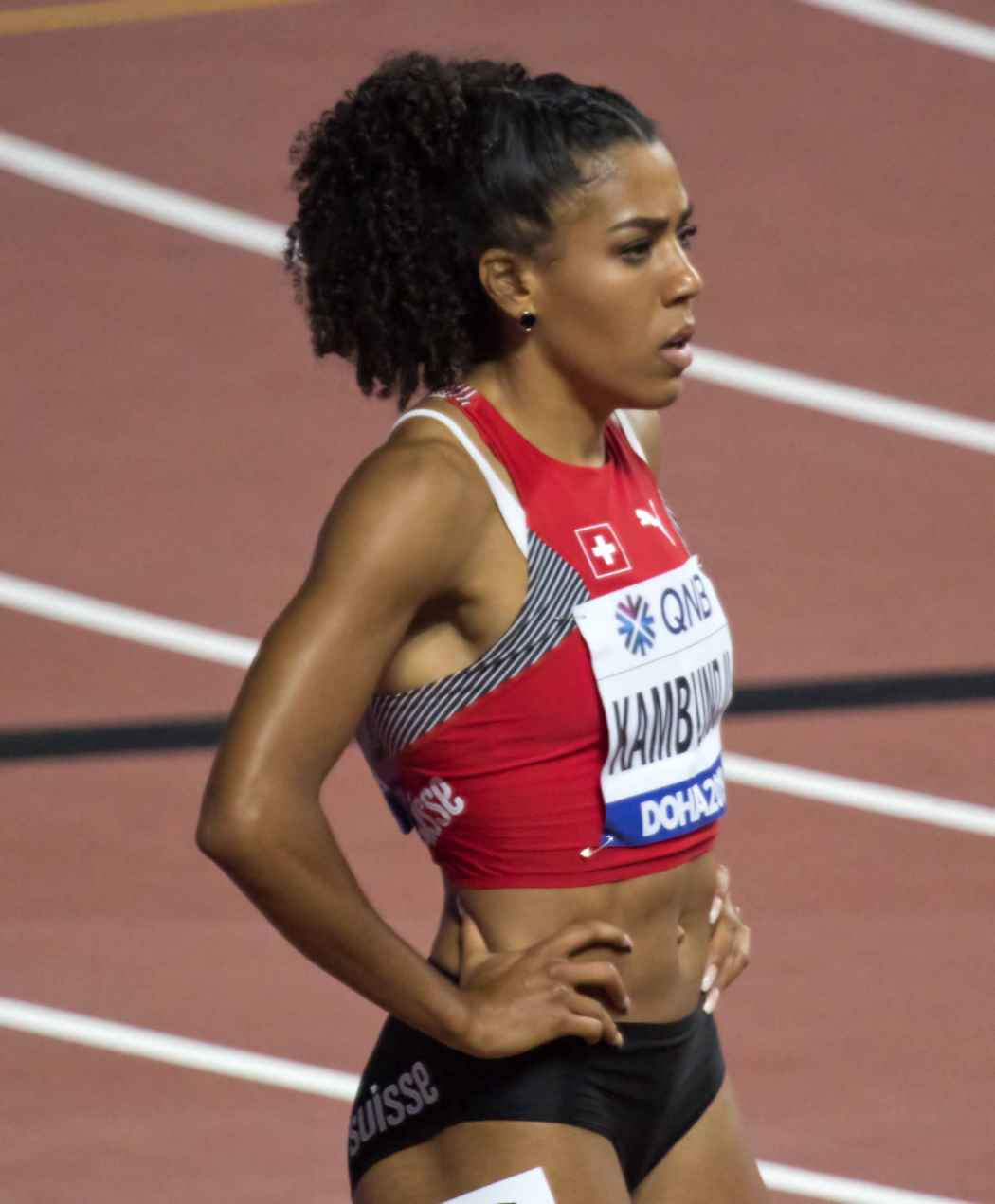
Mujinga Kambundji – ausgeschieden als Sechste in 23,24 s

15. August 2013, 11:37 Uhr
Wind: +0,4 m/s
| Platz | Name              | Nation                   | Zeit (s) |
| ----- | ----------------- | ------------------------ | -------- |
| 1     | Murielle Ahouré   | Elfenbeinküste           | 22,66    |
| 2     | Chrystyna Stuj    | Ukraine                  | 22,86    |
| 3     | Jeneba Tarmoh     | USA                      | 22,88    |
| 4     | Iwet Lalowa       | Bulgarien                | 22,92    |
| 5     | Mariely Sánchez   | Dominikanische Republik  | 23,05    |
| 6     | Mujinga Kambundji | Schweiz                  | 23,24    |
| 7     | Karene King       | Britische Jungferninseln | 23,97    |

## Halbfinale
Aus den drei Halbfinalläufen qualifizierten sich die jeweils ersten beiden Athletinnen – hellblau unterlegt – sowie die darüber hinaus zwei zeitschnellsten Läuferinnen – hellgrün unterlegt – für das Finale.

### Halbfinallauf 1
15. August 2013. August, 19:53 Uhr
Wind: +0,2 m/s
| Platz | Name                | Nation         | Zeit (s) |
| ----- | ------------------- | -------------- | -------- |
| 1     | Murielle Ahouré     | Elfenbeinküste | 22,46    |
| 2     | Shaunae Miller      | Bahamas        | 22,64    |
| 3     | Jeneba Tarmoh       | USA            | 22,70    |
| 4     | Iwet Lalowa         | Bulgarien      | 22,81    |
| 5     | Johanna Danois      | Frankreich     | 23,15    |
| 6     | Maria Belimpasaki   | Griechenland   | 23,46    |
| 7     | Anneisha McLaughlin | Jamaika        | 27,13    |
| DOP   | Jelysaweta Bryshina | Ukraine        | 22,87    |

Im ersten Halbfinale ausgeschiedene Sprinterinnen:

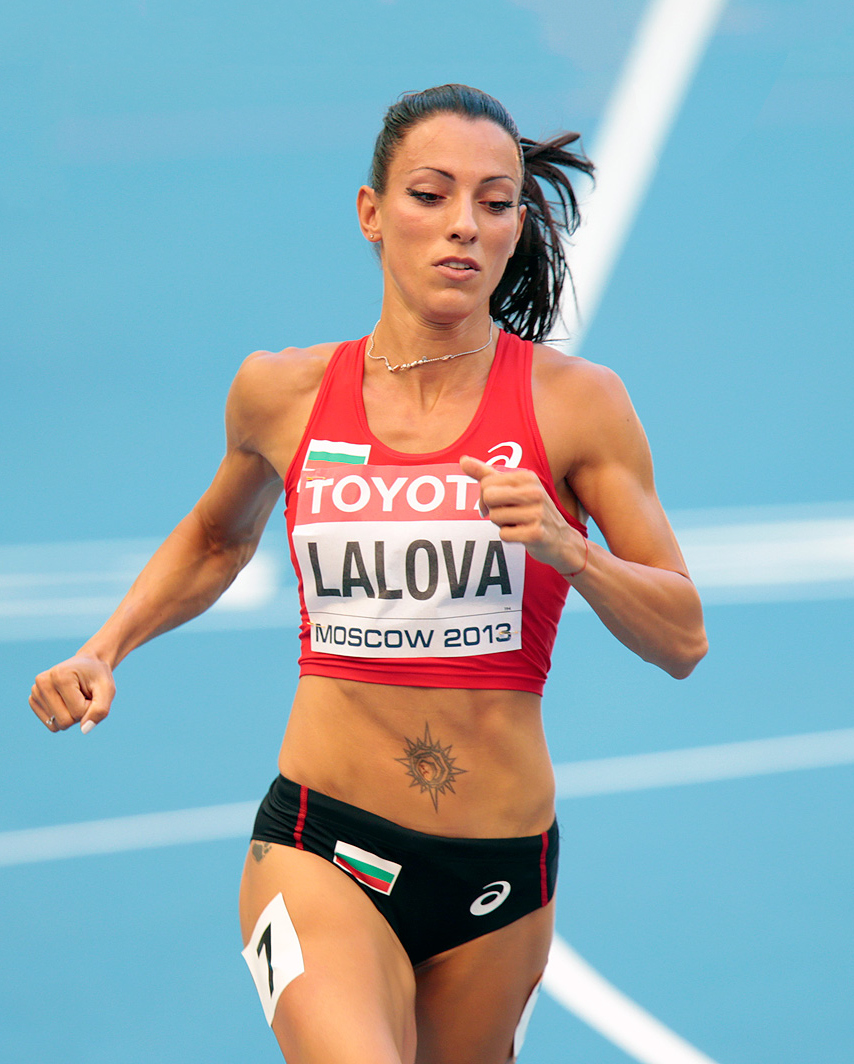
Iwet Lalowa Rang vier in 22,81 s
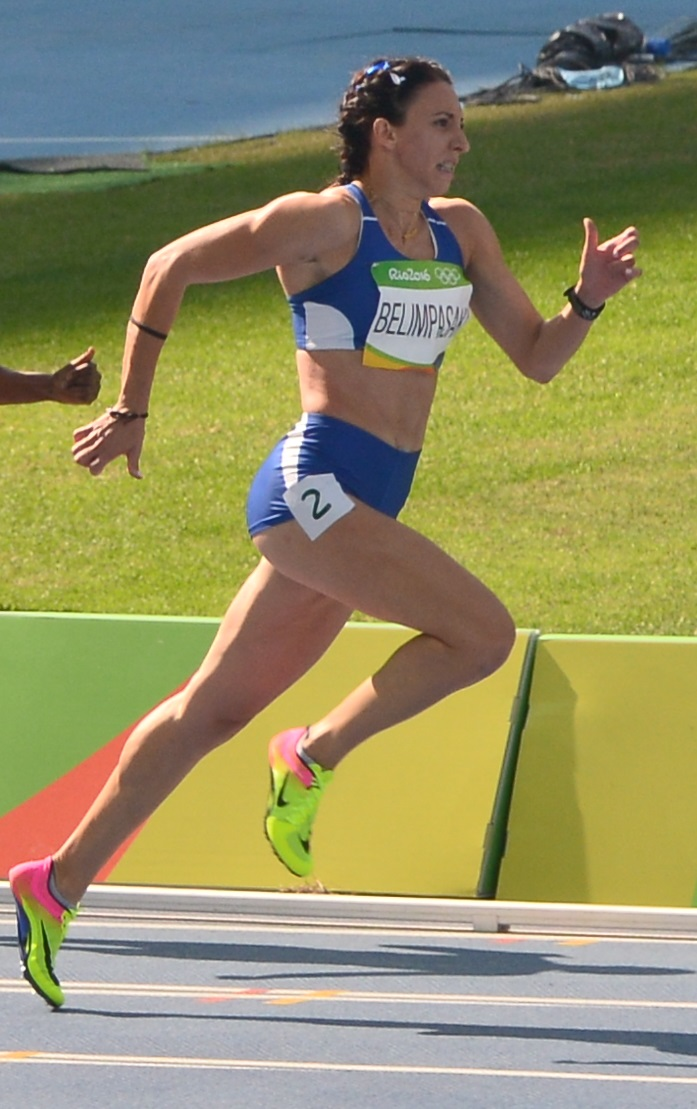
Maria Belimpasaki Rang sechs in 23,46 s
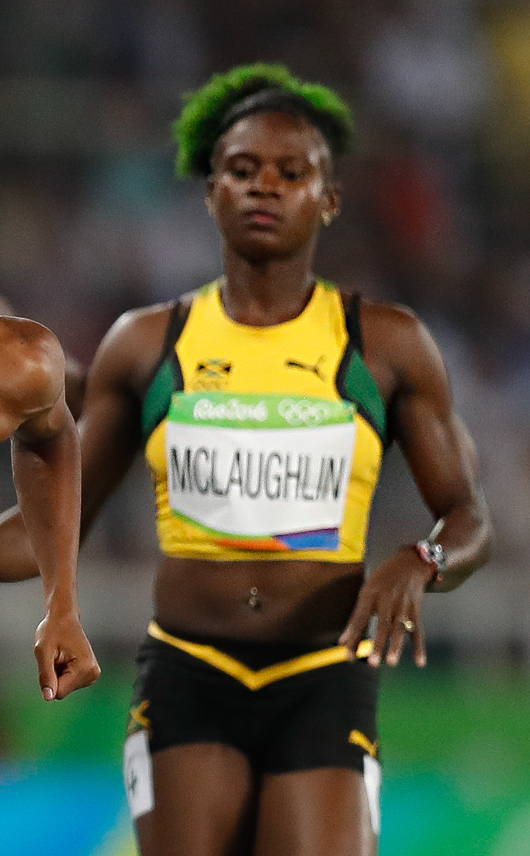
Anneisha McLaughlin Rang sieben in 27,13 s
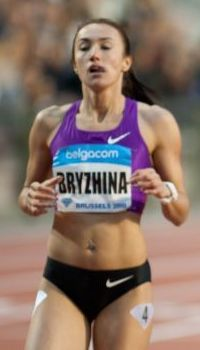
Dopingsünderin Jelysaweta Bryshina

### Halbfinallauf 2

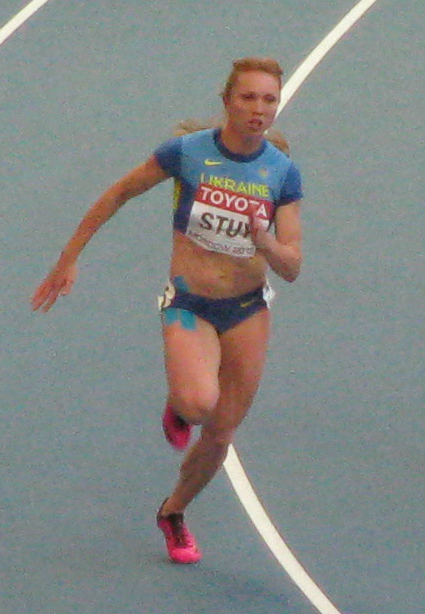
Chrystyna Stuj – ausgeschieden als Vierte in 22,98 s
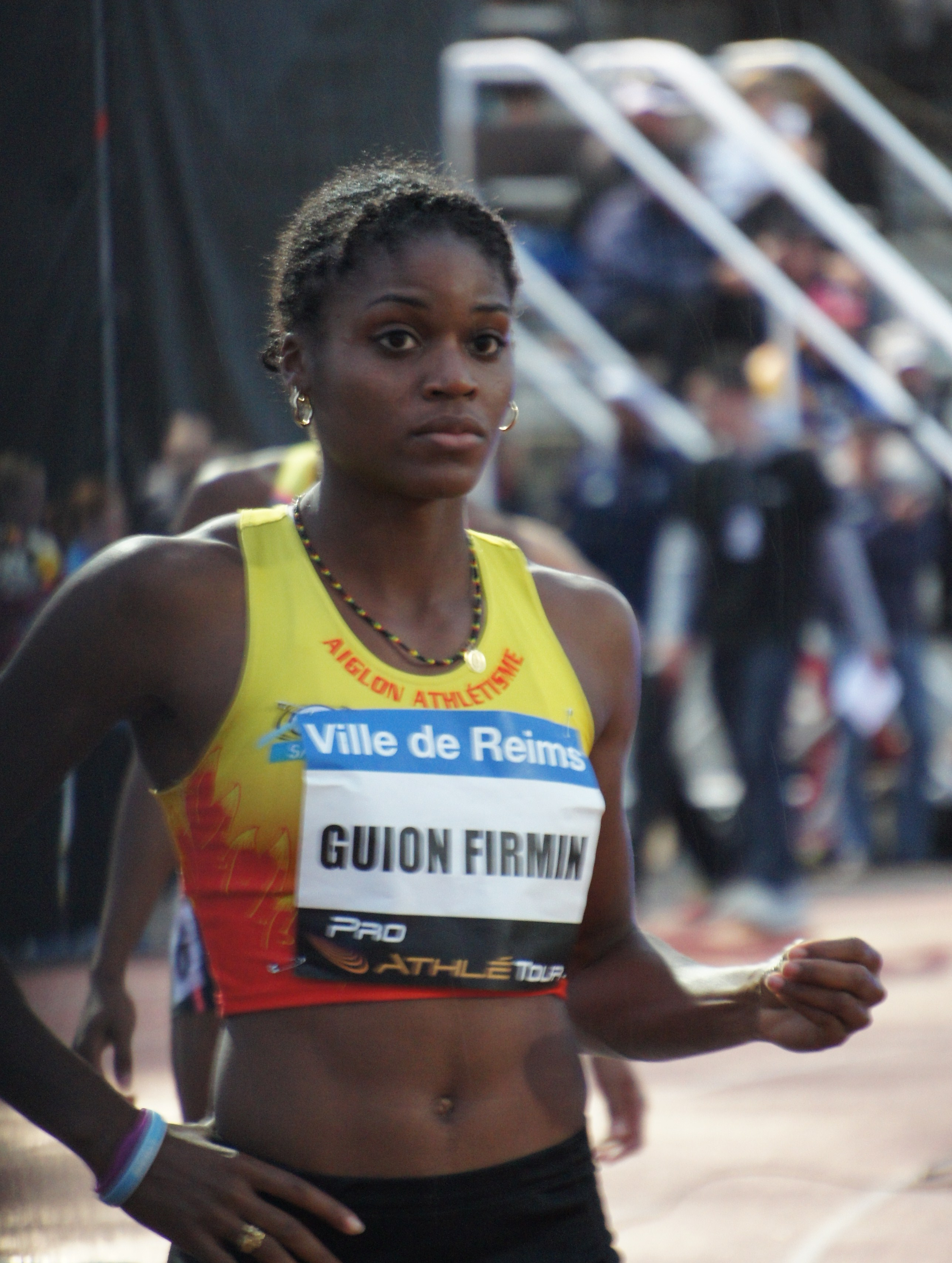
Lénora Guion-Firmin – ausgeschieden als Sechste in 23,11 s

15. August 2013, 19:53 Uhr
Wind: ±0,0 m/s
| Platz | Name                | Nation                  | Zeit (s) |
| ----- | ------------------- | ----------------------- | -------- |
| 1     | Allyson Felix       | USA                     | 22,30    |
| 2     | Blessing Okagbare   | Nigeria                 | 22,39    |
| 3     | Kimberlyn Duncan    | USA                     | 22,91    |
| 4     | Chrystyna Stuj      | Ukraine                 | 22,98    |
| 5     | Mariely Sánchez     | Dominikanische Republik | 23,05    |
| 6     | Lénora Guion-Firmin | Frankreich              | 23,11    |
| 7     | Kai Selvon          | Trinidad und Tobago     | 23,21    |
| 8     | Patricia Hall       | Jamaika                 | 23,26    |

### Halbfinallauf 3
15. August 2013, 20:01 Uhr
Wind: −0,2 m/s
| Platz | Name                    | Nation         | Zeit (s) |
| ----- | ----------------------- | -------------- | -------- |
| 1     | Shelly-Ann Fraser-Pryce | Jamaika        | 22,54    |
| 2     | Marija Rjemjen          | Ukraine        | 22,70    |
| 3     | ChaRonda Williams       | USA            | 22,80    |
| 4     | Anthonique Strachan     | Bahamas        | 22,81    |
| 5     | Myriam Soumaré          | Frankreich     | 22,85    |
| 6     | Kimberly Hyacinthe      | Kanada         | 23,12    |
| 7     | Jodie Williams          | Großbritannien | 23,21    |
| 8     | Hanna-Maari Latvala     | Finnland       | 23,21    |

Im dritten Halbfinale ausgeschiedene Sprinterinnen:

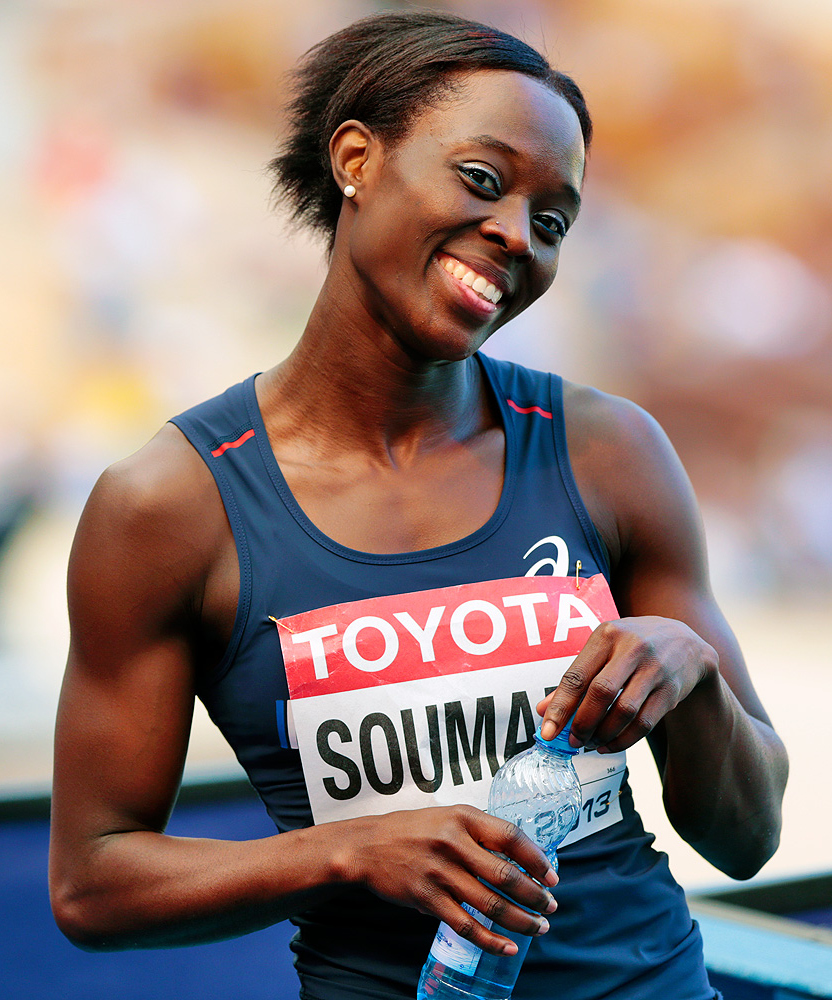
Myriam Soumaré Rang fünf in 22,85 s
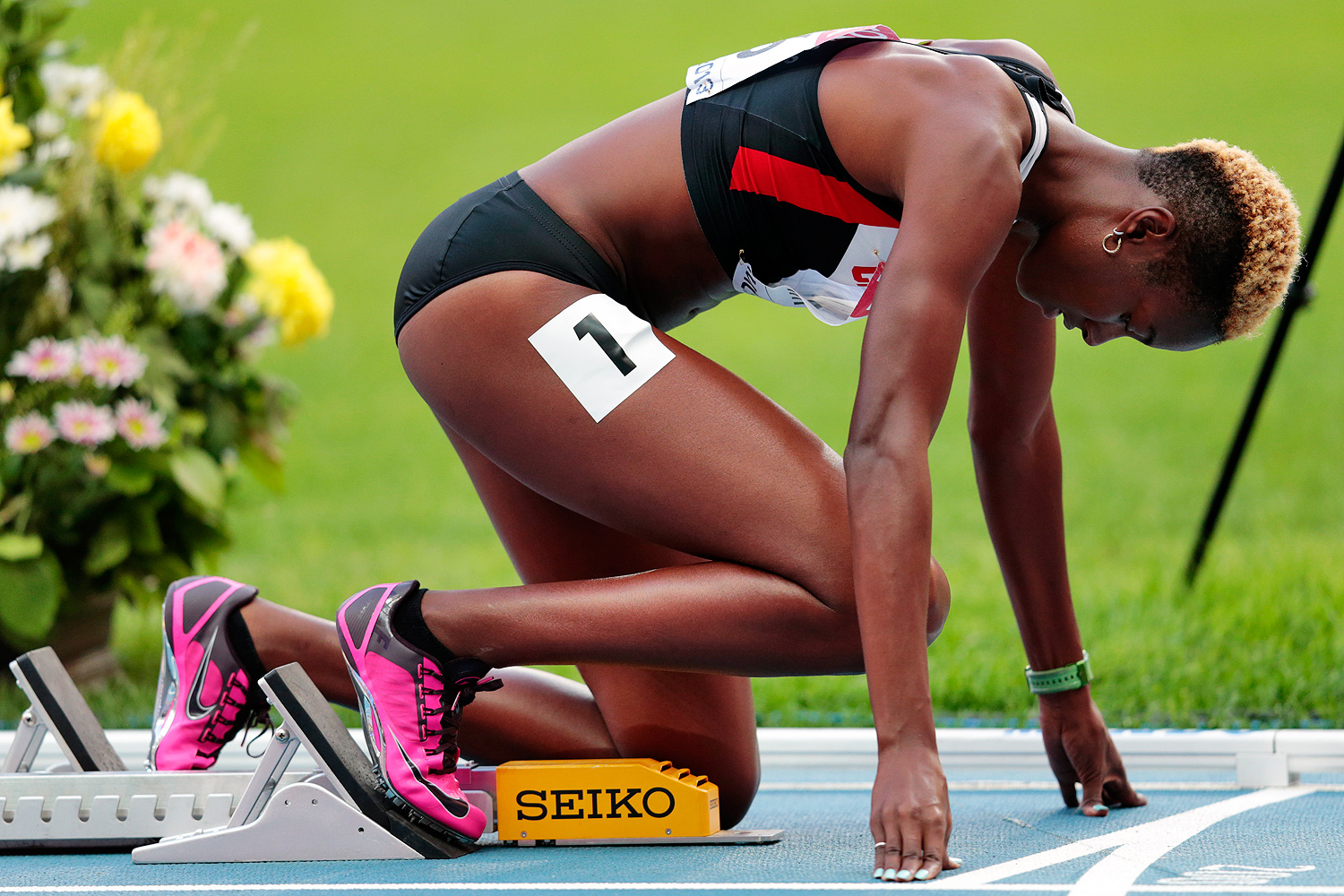
Kimberly Hyacinthe Rang sechs in 23,12 s
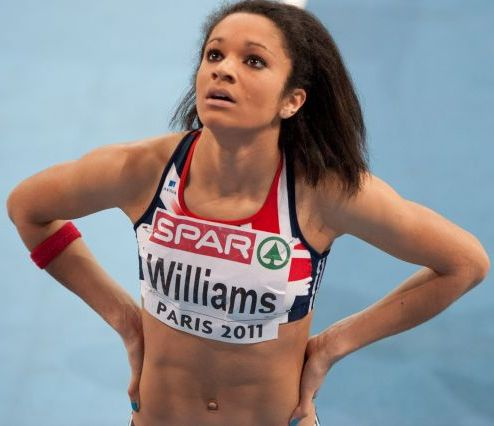
Jodie Williams Rang sieben in 23,21 s
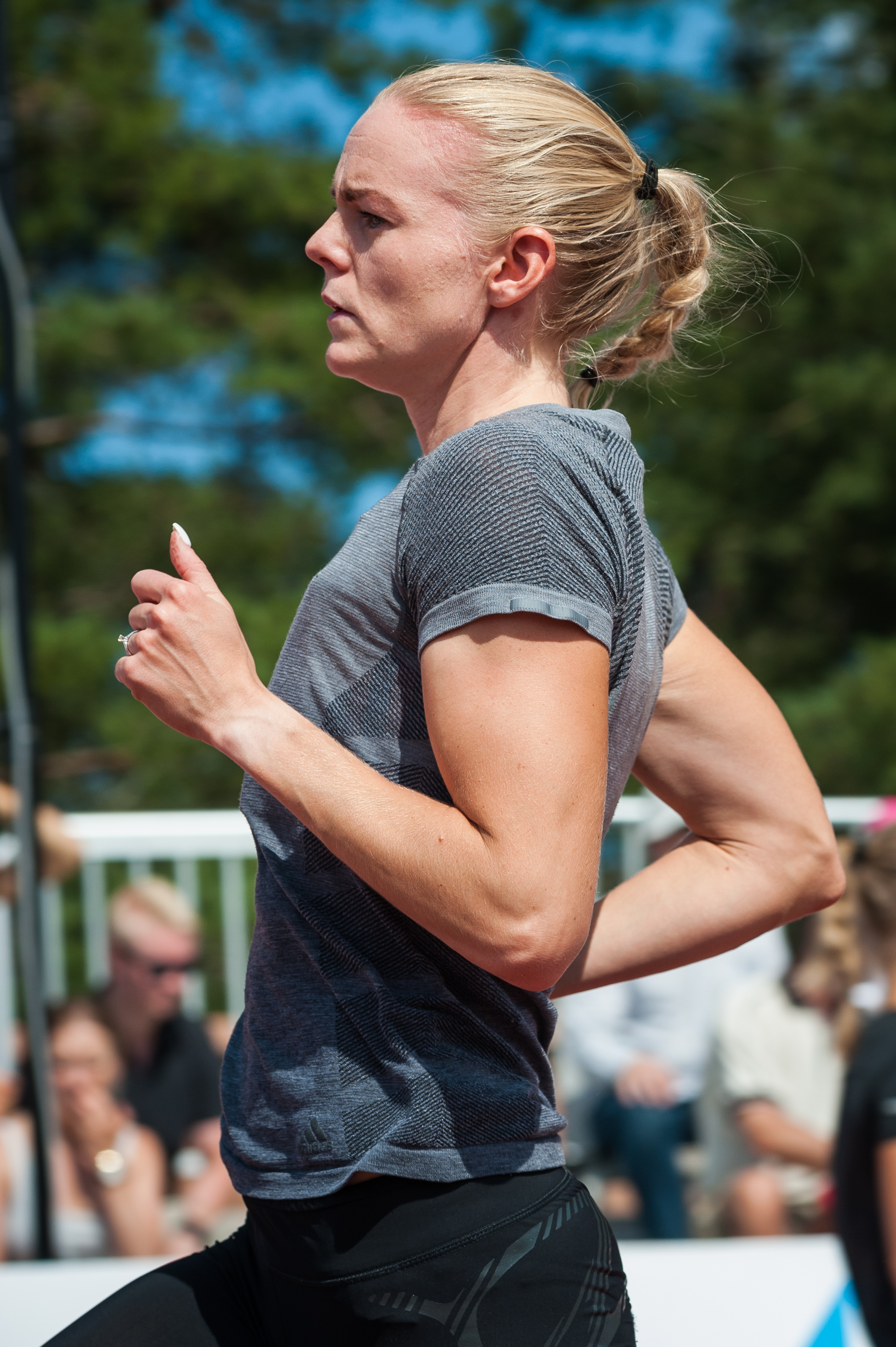
Hanna-Maari Latvala Rang acht in 23,21 s

## Finale

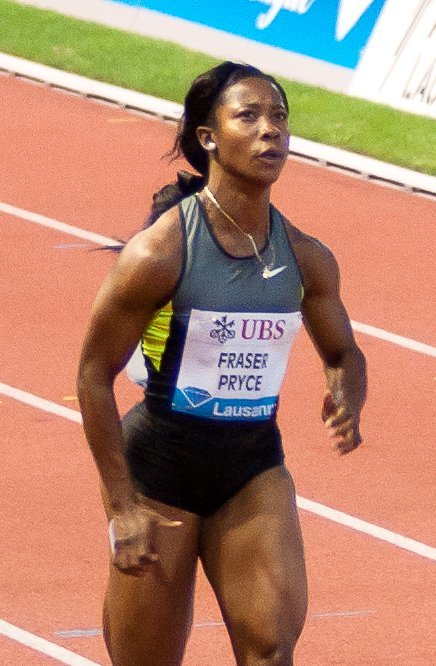
Zweiter Titel für Shelly-Ann Fraser-Pryce hier in Moskau nach ihrem Sieg über 100 Meter, Sprintstaffelgold folgte zwei Tage später auch noch

16. August 2013, 21:15 Uhr
Wind: −0,3 m/s
| Platz | Name                    | Nation         | Zeit (s) |
| ----- | ----------------------- | -------------- | -------- |
| 1     | Shelly-Ann Fraser-Pryce | Jamaika        | 22,17    |
| 2     | Murielle Ahouré         | Elfenbeinküste | 22,32    |
| 3     | Blessing Okagbare       | Nigeria        | 22,32    |
| 4     | Shaunae Miller          | Bahamas        | 22,74    |
| 5     | Jeneba Tarmoh           | USA            | 22,78    |
| 6     | ChaRonda Williams       | USA            | 22,81    |
| 7     | Marija Rjemjen          | Ukraine        | 22,84    |
| DNF   | Allyson Felix           | USA            |          |

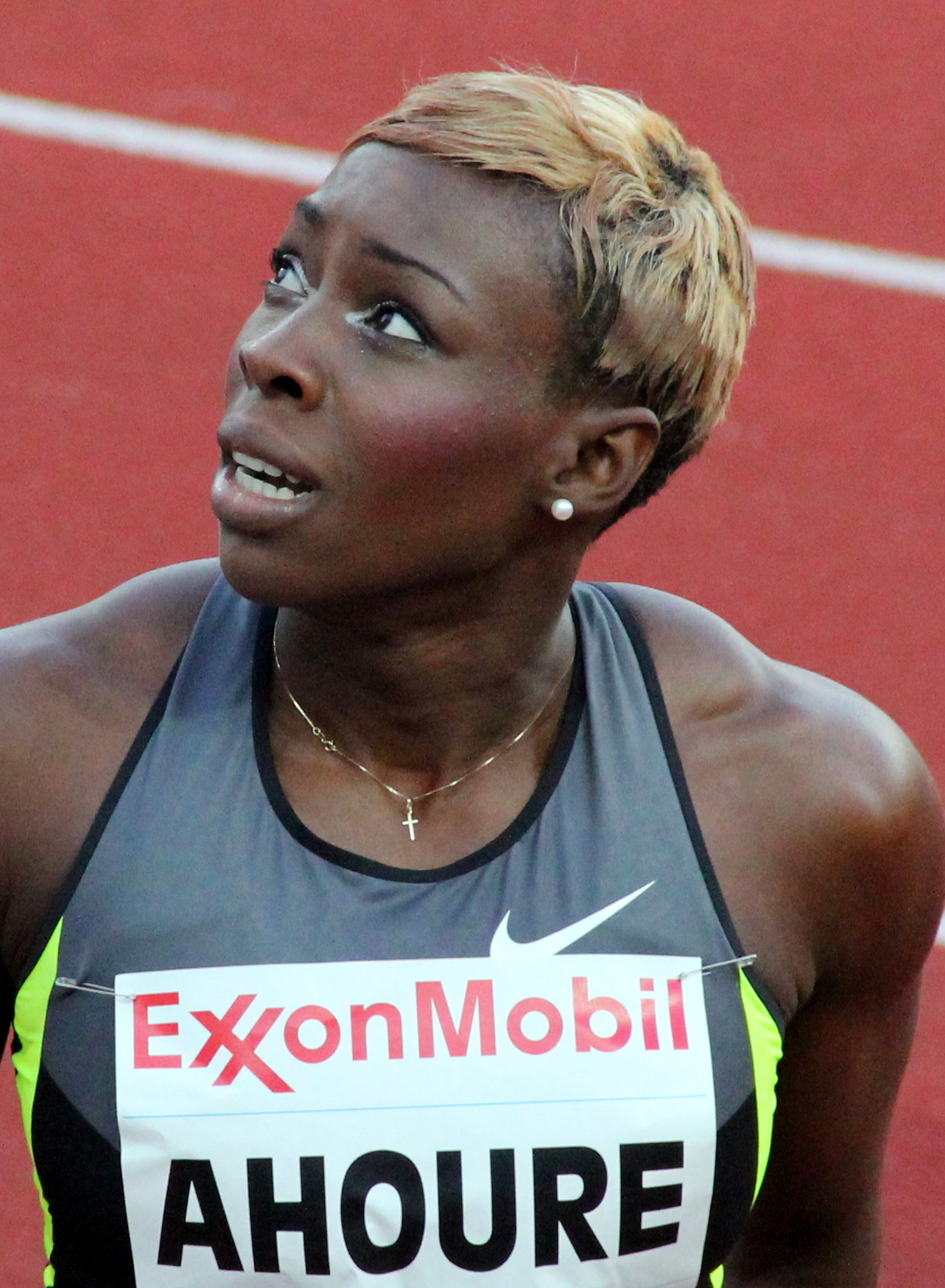
Vizeweltmeisterin wie über 100 Meter: Murielle Ahouré
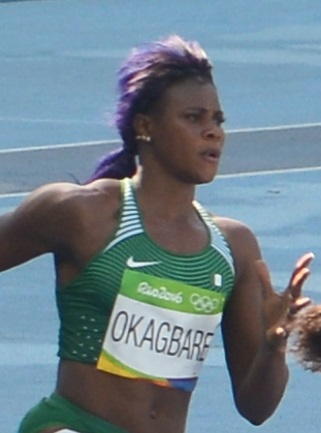
Bronzemedaillengewinnerin Blessing Okagbare – auch als Weitspringerin sehr erfolgreich, hier in Moskau errang sie in dieser Disziplin fünf Tage zuvor wie schon bei Olympia 2012 Silber
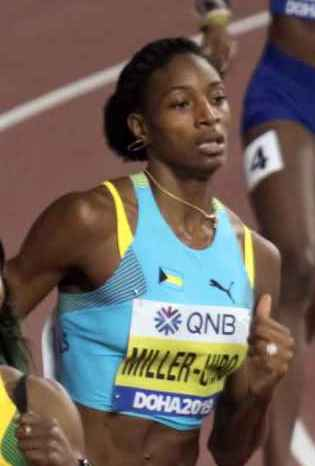
Die viertplatzierte Shaunae Miller
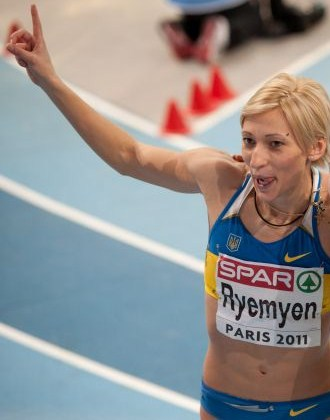
Marija Rjemjen kam auf den siebten Platz
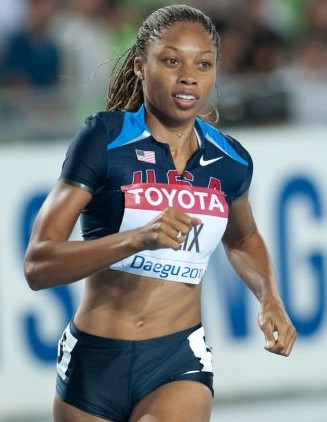
Nach ca. vierzig Metern war das Rennen für die über 200 Meter zweifache Olympiasiegerin (2004/2012) und dreifache Weltmeisterin (2005/2007/2009) Allyson Felix sturzbedingt vorbei

## Video
- 2013 IAAF World Championships women 200m dash FINAL - Felix goes down with injury!, youtube.com, abgerufen am 22. Januar 2021